# Chorlogijn Czojbalsan

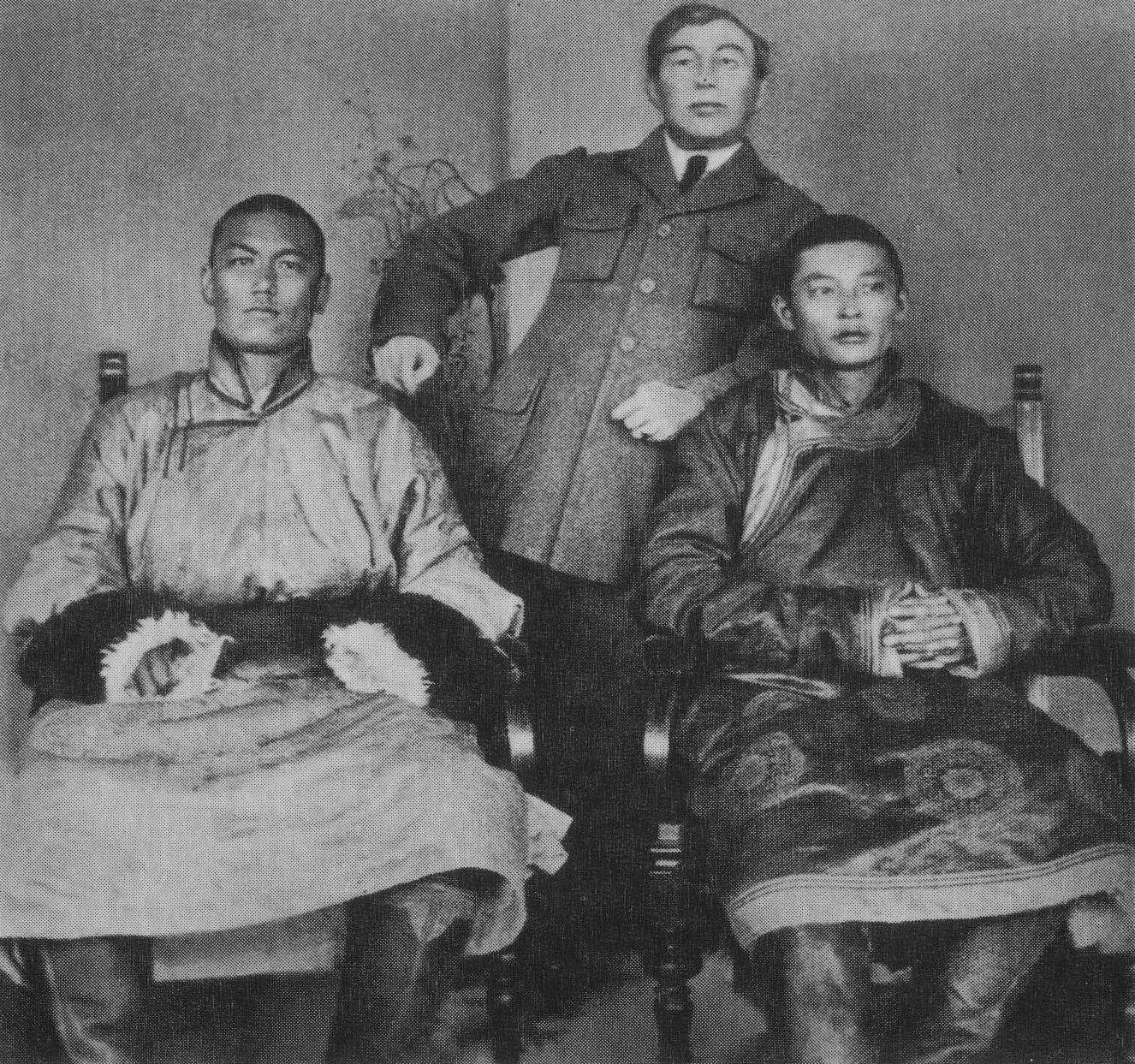
Damdin Suche Bator i Chorlogijn Czojbalsan

Chorlogijn Czojbalsan (w polskich pracach sprzed ok. 1990 stosowano pisownię nazwiska Czojbałsan, obecnie przeważa zapis Czojbalsan, czasami też imię w polskich książkach zapisuje się jako Chorloogijn np. w pracy Baabara mong. Хорлоогийн Чойбалсанⓘ; ur. 8 lutego 1895 w Tsjanghan Ghalbai, zm. 26 stycznia 1952 w Moskwie) – mongolski dowódca wojskowy, głównodowodzący Armią MRL (1924–1928), marszałek, minister spraw zagranicznych i minister obrony narodowej, premier MRL (1939–1952), jeden z twórców Mongolskiej Partii Ludowo-Rewolucyjnej, sekretarz Komitetu Centralnego MPL-R i socjalistyczny przywódca Mongolii od lat 30. XX wieku aż do swojej śmierci, dwukrotny Bohater Mongolskiej Republiki Ludowej (1941, 1945).

## Życiorys

### Wczesne życie
Urodzony w rodzinie aratów. Był nieślubnym synem ubogiej kobiety ze wschodniej części kraju. Był najmłodszym z czwórki dzieci. Jego ojcem był prawdopodobnie Jamsu, Dagur z Mongolii Zewnętrznej, sam Czojbalsan utrzymywał, że nie zna tożsamości ojca. W wieku 8 lat oddany do buddyjskiego klasztoru, przez pięć lat mieszkał tam jako uczeń klasztorny, opanowując język tybetański. W wieku 13 lat przyjął zakonne imię Czojbalsan (urodził się jako Dugar). Następnie w 1908 uciekł z klasztoru. W 1911 przybył do stolicy kraju Urgi, gdzie pracował jako robotnik fizyczny. W związku z ogłoszeniem niepodległości Mongolii rząd potrzebował kadr urzędniczych i założył szkołę tłumaczy, gdzie w 1912 przyjęto Czojbałsana. Dwa lata później skierowano go na naukę do szkoły podstawowej (lub liceum – w pracy Kojły podane są sprzeczne informacje) w Irkucku, gdzie uczęszczał w latach 1914–1917. Poznał wówczas język rosyjski. Tam wraz z innymi mongolskimi uczniami zapoznał się z komunistyczną ideologią oraz ruchami rewolucyjnymi.

### Rewolucja mongolska
Po powrocie do Urgi, w 1919 wraz z Dogsomynem Bodoo założył niezależne od Damdina Suche Batora kółko rewolucyjne w Urdze. Kółko miało antychiński charakter, oprócz Czojbalsana należeli do niego także inni przyszli przywódcy rewolucyjni w tym Dambyn Czagdardżaw. Kółko w 1920 połączyło się z kółkiem Suche Batora (późniejszego mentora politycznego Czojbalsana), tworząc Mongolską Partię Ludowo-Rewolucyjną (oficjalnie jednak jako datę powstania partii przyjmuje się moment pierwszego zjazdu, w marcu 1921). W połowie 1920 udał się do Ułan Ude, a następnie do Irkucka z delegacją komunistów mongolskich, aby prosić o pomoc rząd radziecki. W Irkucku przebywał przez pewien czas i otrzymał tam szkolenie wojskowe.
Od listopada 1920 i w 1921 uczestniczył w walkach z wojskami barona Romana von Ungerna-Sternberga i resztkami przebywających w kraju wojsk chińskich. Pomimo że początkowo rewolucjoniści dysponowali jedynie 400-osobową armią partyzancką, zdołali samodzielnie pokonać oddziały Chin, a z pomocą Armii Czerwonej doprowadzić do klęski barona Ungerna-Sternberga. Czojbalsan uznawany jest za drugiego (po Suche Batorze) przywódcę rewolucji komunistycznej. W 1921 został członkiem Komitetu Centralnego MPL-R.

### Droga do władzy
Po zwycięstwie rewolucji został zastępcą głównodowodzącego Mongolską Armią Ludową i przewodniczącym Mongolskiego Rewolucyjnego Związku Młodzieży. Dowództwo nad armią objął w 1924 i piastował je przez cztery lata – do 1928, w tym okresie prowadził kampanię modernizacyjną skierowaną przeciwko uznanym za feudalne wzorcom kulturowym. Do lat 30. był raczej „na bocznym torze”, spowodowane to było jego trybem życia (był uważany za kobieciarza wykazującego skłonność do częstego imprezowania). Choć był raczej zwolennikiem frakcji lewicowych, w mongolskich i radzieckich raportach często pojawia się informacja o jego prawicowych tendencjach. W trakcie czystki w partii, w trakcie której stracono Bodoo, także Czojbalsan o mało nie stracił sprawowanych funkcji (a być może życia), przed czym uratowała go osobista interwencja Suche Batora. Po śmierci Suche Batora został wysłany na naukę do Rosyjskiej Akademii Wojskowej.
Od 1928 do 1929 pełnił rolę przewodniczącego Małego Churału. Funkcję parlamentu w tym czasie sprawował Wielki Churał, który zbierał się raz na 3 lata, w czasie zjazdu wybierał on ze swoich delegatów tzw. Mały Churał, będący jego reprezentantem. Mały Churał zbierał się raz na rok i wybierał swe przedstawicielstwo na czele z przewodniczącym, które to przedstawicielstwo jako jedyne z parlamentu sprawowało ciągłą władzę. Objęcie tego stanowiska umożliwiło mu dokonanie reformy rządu, na skutek której władzę w partii stracili zwolennicy partyjnej prawicy (NEP-owcy). W 1931 został ministrem rolnictwa i gospodarki hodowlanej, który to urząd piastował do 1935. Poparł wówczas reformy gospodarcze w radzieckim stylu, w tym kolektywizację rolnictwa oraz konfiskatę majątków buddyjskich klasztorów. Politykę tę ograniczył po 1932 roku, gdy miało miejsce nieudane powstanie wojskowych w regionie Chubsugułu. Następnie został ministrem spraw zagranicznych i ministrem obrony narodowej.

### Objęcie władzy
W okresie stalinowskiej czystki w partii w 1934 roku udało mu się zyskać sympatię samego Józefa Stalina, co pozwoliło mu zachować sprawowane urzędy i zwiększyło jego wpływy w rządzie. W czystce straconych zostało 56 niestalinowskich działaczy komunistycznych. Dzięki wsparciu Stalina w 1936 roku został marszałkiem sił zbrojnych i szefem nowo utworzonego Ministerstwa Spraw Wewnętrznych. W trakcie urzędowania przyczynił się do eliminacji wysoko postawionego działacza Peldżidijna Gendena, uchodzącego za wrogiego ZSRR. Wyrok na Gendenie uruchomił falę czystek, które przeprowadzało radzieckie NKWD. Czojbalsan miał stosunkowo niewielki wpływ na działania służb, a jego próby ratowania przed wyrokami współpracowników były przez NKWD odrzucane. Ofiarami czystek padli też liczni mnisi buddyjscy i intelektualiści. Czystki zakończyły się w 1939 roku, a ich ofiarami na skutek działań Czojbalsana padli na koniec działacze odpowiedzialni za ich przebieg (także według samego Czojbalsana wiele straconych osób było niewinnych). W tym samym roku objął funkcję premiera Mongolii, a więc de facto także sekretarza Komitetu Centralnego MPL-R (w tym okresie nie było funkcji pierwszego sekretarza, KC wybierał kilku równorzędnych sekretarzy, jednak, faktycznie znacznie większą władzę miał premier).
Wiosną 1939 roku doszło do akcji militarnej, w której wojska mongolskie i radzieckie starły się z siłami japońskimi z Mandżurii. W ciągu trwających od maja do września 1939 roku walk, wojska radzieckie i mongolskie dowodzone przez Gieorgija Żukowa zmiażdżyły oddziały japońskie w pobliżu wsi Nomonhan. Po inwazji III Rzeszy na ZSRR Czojbalsan poparł radziecki wysiłek wojenny (oficjalnie Mongolia nie wypowiedziała jednak Niemcom wojny). Czojbalsan i sekretarz partii Jumdżaagijn Cedenbal (forsowany na następcę Czojbalsana) nadzorowali wsparcie mongolskie dla ZSRR, które wysłano w postaci surowców, zaopatrzenia, żywności czy odzieży wojskowej. W czasie wojny Czojbalsan przeprowadził szereg reform – wprowadził nową konstytucję, zreformował alfabet mongolski wprowadzając cyrylicę oraz zupełnie zlikwidował wpływy buddyjskiego duchowieństwa.

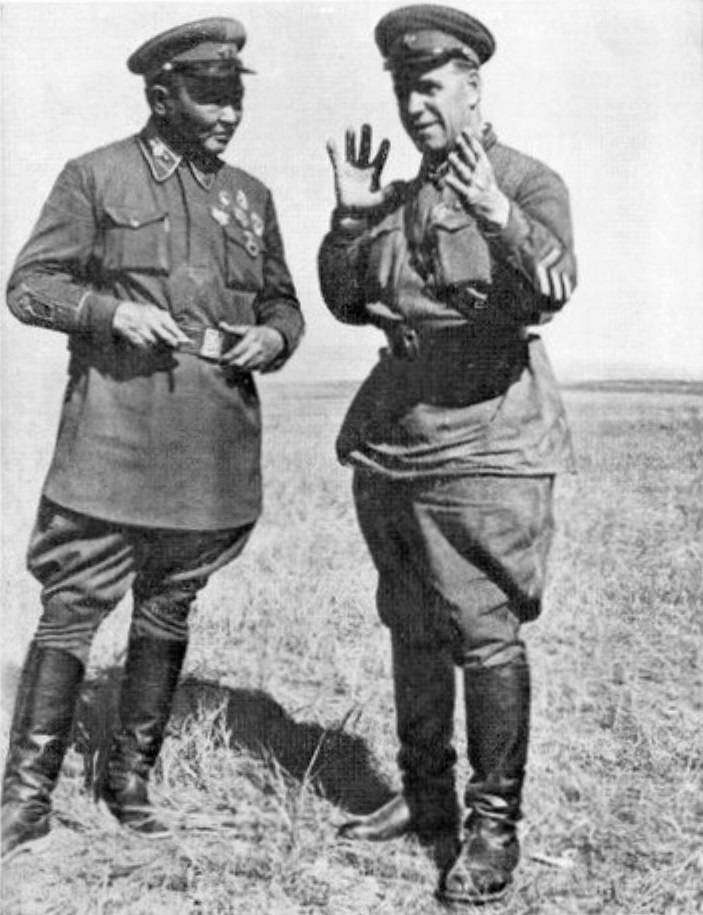
Gieorgij Żukow i Chorlogijn Czojbalsan w 1939

Przez całe życie był zagorzałym mongolskim nacjonalistą, który nigdy nie porzucił nadziei na zjednoczenie wszystkich Mongołów pod sztandarem Mongolskiej Republiki Ludowej. W 1945 roku zachęcał do etnicznej rebelii we Wschodnim Sinciangu, a w klęsce Japonii widział szansę na realizację marzenia o „Wielkiej Mongolii” (zjednoczenia Mongolii Zewnętrznej i Wewnętrznej). 10 sierpnia 1945 roku Mongolia wypowiedziała wojnę Japonii i przyłączyła się do radzieckiego ataku na wojska japońskie w północnych Chinach (operacja kwantuńska). W trakcie kampanii Czojbalsan rozpętał za pośrednictwem prasy falę panmongolskiego nacjonalizmu. Koniec wojny i ostateczna klęska Japonii nie doprowadziły jednak do zjednoczenia mongolskich ziem ze względu na zbyt silną pozycję Chin.
Po zakończeniu wojny rozpoczął politykę „budowy podstaw socjalizmu”, w ramach której rozszerzył kolektywne rolnictwo, przeprowadził pierwszy w historii kraju plan pięcioletni (1948-1952), wybudował infrastrukturę i przemysł. Z jego inicjatywy powstały liczne fabryki, kopalnie, systemy transportowe i sieci elektryczne. Przyczynił się do poprawy systemu edukacyjnego, utworzył pierwszy poważny uniwersytet w historii kraju i zwiększył wskaźnik alfabetyzacji społeczeństwa. Reformy realizował korzystając z radzieckiej pomocy gospodarczej. Wraz ze zwycięstwem w Chinach komunistów w 1949 roku ograniczył wydatki na liczącą 80 tysięcy żołnierzy armię (w 1948 roku wydatki te stanowiły 33% całego budżetu, a w 1952 roku spadły do 15%). W 1946 roku wygasł Protokół o Przyjaźni i Wzajemnej Pomocy z ZSRR, pomimo to Czojbalsan kontynuował politykę bliskiej współpracy ze Związkiem Radzieckim do czasu rozłamu ze Stalinem. Rozłam spowodowany był brakiem wsparcia Stalina dla zjednoczeniowych i panmongolskich pomysłów Czojbalsana. W 1949 roku Czojbalsan odmówił udziału w 70. urodzinach Stalina, a rok później zdecydowanie odrzucił radziecką propozycję przyłączenia Mongolii do ZSRR (wcześniej do ZSRR przyłączyła się Tuwa).

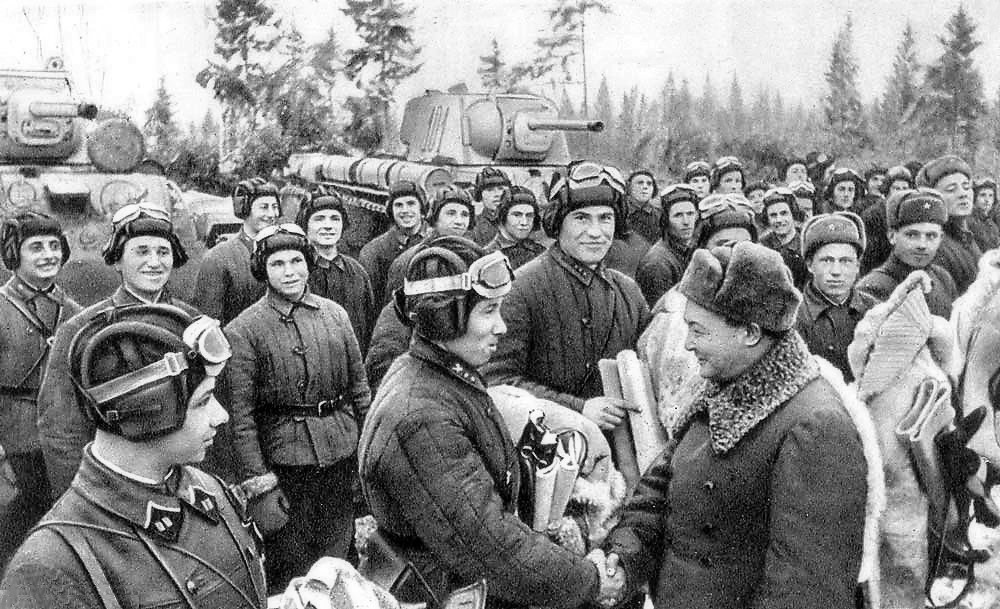
Marszałek Czojbalsan w otoczeniu radzieckich czołgistów w 1942

Zmarł 26 stycznia 1952 w szpitalu dla VIP-ów w Moskwie. Po śmierci jego zwłoki przewieziono do Ułan Bator i pochowano w mauzoleum na centralnym placu im. Suche Batora. Pojawiły się pogłoski, według których Czojbalsan miał zostać otruty na polecenie Stalina, którego rozzłościły nacjonalizm Czojbalsana i jego próby likwidacji wpływów radzieckich. Następcą Czojbalsana został Jumdżaagijn Cedenbal, który rządził Mongolią do 1984. W 2005 roku mauzoleum zostało zburzone, zaś szczątki Czojbalsana skremowane i przeniesione na miejski cmentarz.
W 1962 Komitet Centralny Mongolskiej Partii Ludowo-Rewolucyjnej potępił pośmiertnie Czojbalsana za wprowadzenie kultu jednostki oraz nadużycia władzy.

## Życie prywatne

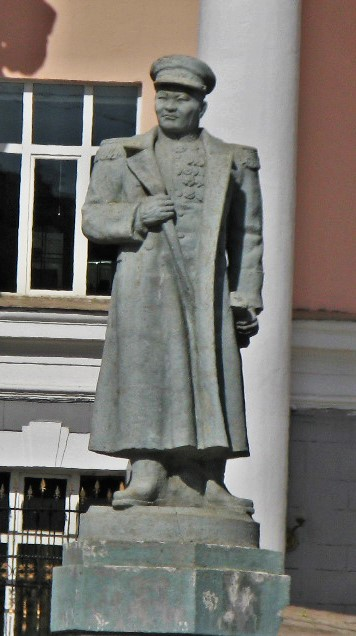
Pomnik marszałka Chorlogijna Czojbalsana stojący przed Państwowym Uniwersytetem Mongolskim

W 1921 roku poślubił pobożną buddyjską krawcową o imieniu Borotologaia i mimo opinii kobieciarza pozostawał z nią w związku małżeńskim do 1935 roku. W 1929 roku rozpoczął romans z aktorką Diwą. Przez romans rozwiódł się z Borotologaią. Po rozwodzie ożenił się z bardziej nowoczesną kobietą, B. Gündegmaą. Para miała adoptowane dzieci (choć według pogłosek jeden z chłopców był nieślubnym dzieckiem Czojbalsana).

## Upamiętnienie
- W 1941 imieniem marszałka nazwano największe miasto wschodniej Mongolii.
- Pomnik Chorlogijna Czojbalsana znajduje się przed Państwowym Uniwersytetem Mongolskim (uczelnia przez wiele lat nosiła także imię wojskowego).
- W 2017 Centralny Bank Mongolii wydał monetę z jego wizerunkiem[39].

## Odznaczenia
- Bohater Mongolskiej Republiki Ludowej – dwukrotnie (1941, 1945)
- Order Suche Batora – czterokrotnie
- Order Czerwonego Sztandaru – pięciokrotnie
- Order Czerwonego Sztandaru Pracy
- Order Gwiazdy Polarnej
- Medal za Zwycięstwo nad Japonią
- Medal „25 lat Mongolskiej Republiki Ludowej”
- Order Lenina – dwukrotnie (ZSRR)
- Order Czerwonego Sztandaru – dwukrotnie (ZSRR)
- Order Suworowa I klasy (ZSRR)
- Medal jubileuszowy „XX lat Robotniczo-Chłopskiej Armii Czerwonej” (ZSRR)
- Medal „Za zwycięstwo nad Niemcami w Wielkiej Wojnie Ojczyźnianej 1941–1945” (ZSRR)
- Medal „Za zwycięstwo nad Japonią” (ZSRR)
- Zasłużony Pracownik Bezpieczeństwa Publicznego (ZSRR)

## Publikacje
- Ch. Czojbałsan, Krótki zarys historii mongolskiej rewolucji ludowej, Książka i Wiedza, Warszawa 1954